# Kasteel d'Overschie

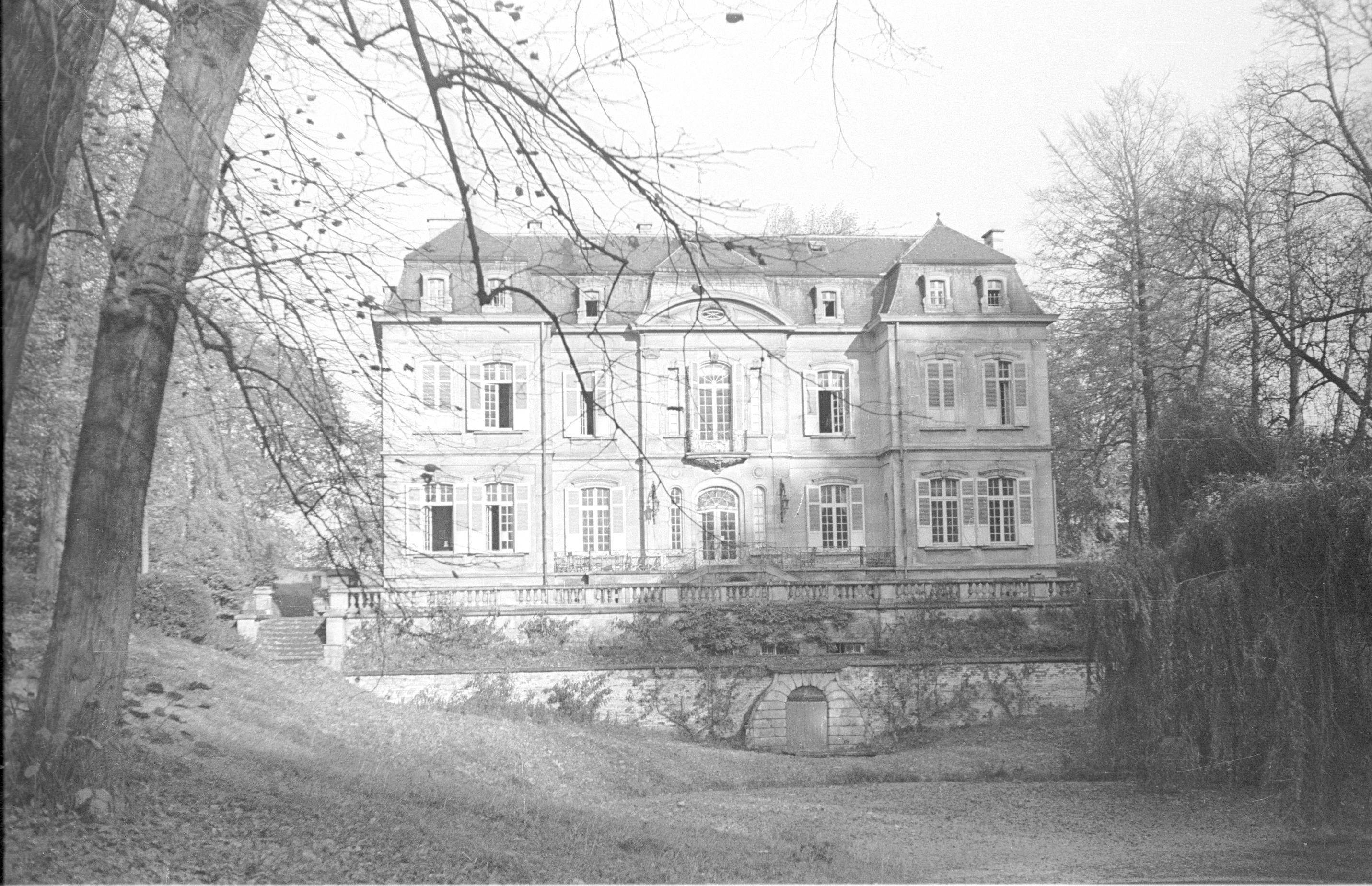
Het huidige kasteel

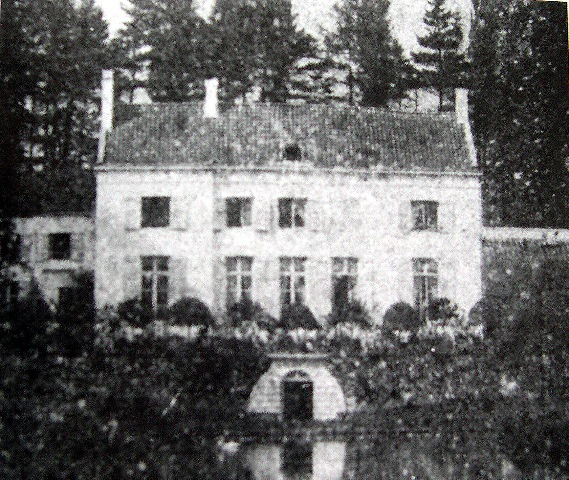
Het door Jean-Baptiste Weemaels gebouwde landhuis

Het kasteel d'Overschie of kasteel de Vorst dateert uit 1904 en ligt aan de Steenpoeldreef in de wijk Rijkenhoek in de Vlaamse gemeente Grimbergen. Het is een ontwerp van architect Octave Flanneau (1860-1937), die ook het Brusselse Egmontpaleis heropbouwde in 1905-1906.

## Geschiedenis
Het terrein waarop het kasteel werd gebouwd, hoorde vroeger toe aan de Norbertijnerabdij en heette toen de Steenpoelen. In de 17e eeuw werd hier de Lediaanse zandsteen ontgonnen die onder andere gebruikt werd om de abdijkerk te bouwen. Ook andere gebouwen zoals de Sint-Romboutskathedraal, werden met deze zandsteen opgetrokken.

### Het landhuis van Weemaels
De Fransen ontnamen het domein van de kanunikken tijdens de Franse Revolutie en het kwam in het bezit van een zekere Victor Bodin. In 1812 werd het dan verkocht aan Jean-Baptiste Weemaels (1786-1816) uit Brussel. Hij verbouwde het bestaande gebouw tot een ruimer landhuis van twee verdiepingen onder een zadeldak.

### Huidig kasteel
De dochter van Jean-Baptiste Weemaels verkocht het domein aan de familie d'Overschie, naar alle waarschijnlijkheid aan Auguste Chrétien d'Overschie (1773 - 1855), de grootvader van de zussen Isabella en Valentina d'Overschie, die het huidige kasteel lieten bouwen omstreeks 1904. Aan de Steenpoeldreef, die de zuidgrens van het landgoed vormde, werd een nieuwe oprijlaan gemaakt die, in het verlengde van de met iepen afgezoomde Voetweg 74, recht op de lepelvijver afkoerste en zich daar symmetrisch opsplitste in een op- en afrit. 

### Tweede Wereldoorlog

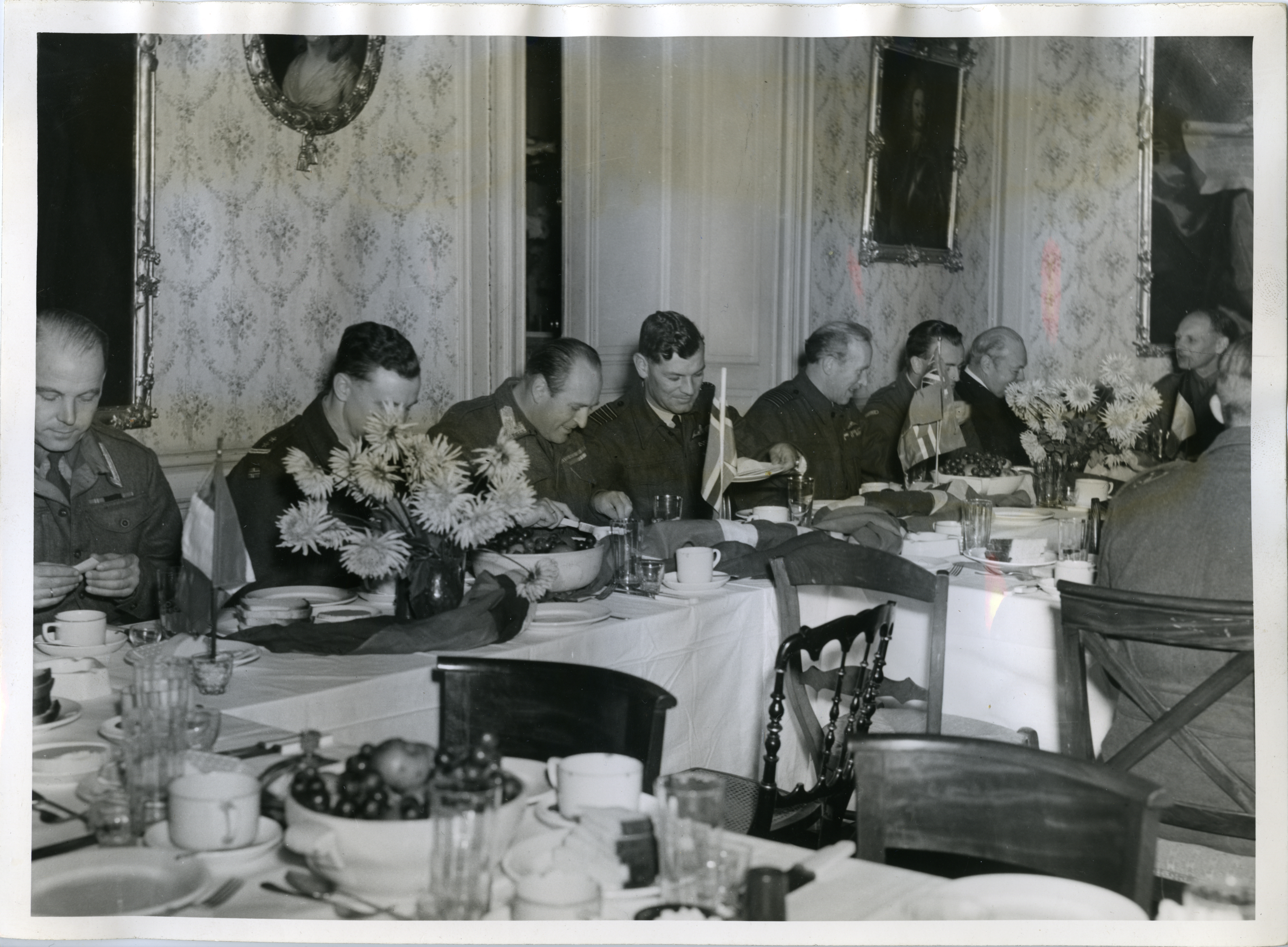
Bezoek van de Noorse kroonprins Olaf aan de twee Noorse spitfire-eskadrons in 1944 of 1945

Tijdens de Tweede Wereldoorlog moest barones Isabelle d’Overschie het kasteel verlaten en was ingetrokken in het nabijgelegen Rust- en Verzorgingstehuis Heilig Hart. Duitse officieren van Wekusta 26 maakten gebruik van het kasteel. 
Na de bevrijding streken Noorse spitfire-eskadrons neer in Grimbergen. De officieren en piloten maakten gebruik van het kasteel dat amper een tweetal kilometer van het vliegveld verwijderd was. De Noorse kroonprins Olaf (1903-1991) bezocht Grimbergen op 16 en 17 oktober 1944. Hij inspecteerde de installaties op het vliegveld en sprak met de militairen. Kroonprins Olaf dineerde op het kasteel en bracht er de nacht door. 
Barones Isabelle d'Overschie de Neeryssche (1850 - 1950), die het Rust- en Verzorgingstehuis Heilig Hart heeft gesticht, werd in het kasteel geboren.
Na de dood van barones Isabelle d'Overschie in 1950, besloten de erfgenamen om een aantal eigendommen in Grimbergen te verkopen aan een grondverkavelaar. De verkaveling zorgde voor een complete metamorfose van het landschap van de wijk Rijkenhoek. Als gevolg van de verkavelings- en bouwwoede van de jaren 1960-1970 werd het landgoed bijna volledig omringd door villawijken. De kasteelboerderij werd afgebroken en de d'Overschielaan werd doorgetrokken tot aan de Kruipstraat. Alleen aan de zuidzijde, langs de Steenpoeldreef, werd niet gebouwd.
Het kasteel was in het begin van de 21e eeuw eigendom van baron en barones d'Anethan.

## Park
Rond het kasteel ligt een mooi park, dat de kanunniken aanlegden nadat de steengroeven uitgeput waren. De vijver in het park getuigt nog van de vroegere zandsteenwinning die hier plaatsvond. 
Het padentracé zolas afgebeeld op de stafkaarten van 1909 en 1930 is nog grotendeels herkenbaar. Het domein wordt bijna volledig omringd door Laurierkers. Tot circa 1960 stonden er heel veel beuken in het kasteeldomein maar daarvan werden er later talrijke exemplaren gerooid. Toch zijn er nog enkele monumentale 19de-eeuwse beuken aanwezig, waaronder een Bruine beuk  (Fagus sylvatica 'Atropunicea') met een stamomtrek van circa 486 cm. De struiklaag wordt gedomineerd door twee typische parkstruiken: Sneeuwbes en Alpenbes. De iepen langs Voetweg 74 zijn waarschijnlijk geveld door de opkomende iepenziekte in de jaren 1920 en werden vervangen door Witte paardenkastanjes. 
Ten oosten is ook de oude hoeve den Diepen Boomgaard een voormalige vindplaats van zandsteen.